# Touma
Der aus Japan stammende Touma (japanisch トウマ; * 1971) ist einer der bedeutendsten und produktivsten Charakter-Designer- und Urban-Vinyl-Künstler.
Touma begann als Illustrator und ist Mitglied der Society of Illustrators. Er arbeitete unter anderem an Figuren für Sega in den frühen 1990er Jahren und für Sony’s PostPet Production Team. Zu Toumas bekanntesten Designer Toys zählen Hell Hounds, Knuckle Bear oder Boo. Touma wurde auch zu diversen Art-Toy-Serien eingeladen, wie zum Beispiel Dunny von kidrobot und Trexi und Qee´s.